# 第2輸送航空隊
第2輸送航空隊（だい2ゆそうこうくうたい、英称：2nd Tactical Airlift Group）は、航空自衛隊航空支援集団隷下の航空隊。本部は入間基地（埼玉県狭山市）に所在し、輸送機と多用途支援機を装備・運用する。
任務は空挺作戦の支援や空中投下など、人員や装備の輸送を行なう。またU-4の乗組員および整備員に対しての教育訓練を担当する。

## 沿革
- 1978年（昭和53年）3月31日 - 輸送航空団隷下に編成。
- 1989年（平成元年）3月16日 - 航空支援集団新編に伴い、航空支援集団隷下に隷属替え。
- 2008年（平成20年）10月5日 - 部隊創立50周年記念式典を開催[2]。
- 2018年（平成30年）11月30日 - 部隊創立60周年記念式典を開催[3]。
- 2021年（令和03年）2月17日 - C-2が配備[4]。
- 2025年（令和07年）3月14日 - C-1がラストフライト。

## 部隊編成
- 第2輸送航空隊本部
- 第402飛行隊 - C-2、U-4
- 整備群
  - 検査隊
  - 装備隊
  - 修理隊
- 飛行場勤務隊

## 主要幹部
| 官職名            | 階級    | 氏名     | 補職発令日     | 前職                                    |
| ----------------- | ------- | -------- | -------------- | --------------------------------------- |
| 第2輸送航空隊司令 | 1等空佐 | 二木裕昭 | 2024年04月13日 | 航空支援集団司令部監理監察官            |
| 副司令            | 1等空佐 | 木下僚一 | 2024年01月15日 | 中部航空方面隊司令部総務部 援護業務課長 |

| 代 | 氏名       | 在職期間                        | 前職                                            | 後職                              |
| -- | ---------- | ------------------------------- | ----------------------------------------------- | --------------------------------- |
| 01 | 林昭男     | 1978年03月31日 - 1978年07月31日 | 輸送航空団入間航空隊司令                        | 航空自衛隊術科教育本部勤務        |
| 02 | 大圓勝美   | 1978年08月01日 - 1979年12月04日 | 航空実験団飛行実験群司令                        | 輸送航空団副司令                  |
| 03 | 炭山巖     | 1979年12月05日 - 1981年03月15日 | 防衛研修所所員                                  | 飛行教育集団司令部教育部長        |
| 04 | 石川吉夫   | 1981年03月16日 - 1982年08月01日 | 航空幕僚監部監理部総務課 広報班長               | 航空中央業務隊付                  |
| 05 | 中島敏行   | 1982年08月02日 - 1985年03月15日 | 第2航空団副司令                                 | 教材整備隊司令                    |
| 06 | 松山主一郎 | 1985年03月16日 - 1987年03月31日 | 第4航空団副司令                                 | 輸送航空団司令部監察官            |
| 07 | 手光英毅   | 1987年04月01日 - 1988年07月31日 | 航空幕僚監部装備部装備課 輸送室長               | 保安管制気象団司令部監察官        |
| 08 | 齊藤勇二   | 1988年08月01日 - 1990年06月30日 | 航空幕僚監部装備部装備課 輸送室長               | 航空支援集団司令部監察官          |
| 09 | 別府芳     | 1990年07月01日 - 1992年11月30日 | 航空自衛隊幹部学校勤務                          | 第1輸送航空隊司令 兼 小牧基地司令 |
| 10 | 前田邦昭   | 1992年12月01日 - 1993年11月30日 | 航空幕僚監部装備部装備課 輸送室長               | 特別航空輸送隊司令                |
| 11 | 江崎大寒   | 1993年12月01日 - 1996年03月31日 | 航空支援集団司令部防衛部 飛行運用課長           | 航空支援集団司令部監察官          |
| 12 | 小林英男   | 1996年04月01日 - 1998年08月01日 | 第7航空団副司令                                 | 退職（空将補昇任）                |
| 13 | 橋爪俊輔   | 1998年08月01日 - 2000年03月31日 | 偵察航空隊司令                                  | 第1高射群司令                     |
| 14 | 吉田政尚   | 2000年04月01日 - 2001年07月31日 | 特別航空輸送隊副司令                            | 航空教育集団司令部教育部長        |
| 15 | 近藤義廣   | 2001年08月01日 - 2003年03月26日 | 防衛大学校教授                                  | 第3輸送航空隊司令 兼 美保基地司令 |
| 16 | 小野賢司   | 2003年03月27日 - 2006年03月31日 | 航空幕僚監部防衛部運用課 運用調整官             | 第2輸送航空隊付                   |
| 17 | 新田明之   | 2006年04月01日 - 2008年07月28日 | 航空支援集団司令部防衛部 運用第1課長            | 退職                              |
| 18 | 野中盛     | 2008年07月28日 - 2009年07月20日 | 航空幕僚監部運用支援・情報部 運用支援課輸送室長 | 航空支援集団司令部防衛部長        |
| 19 | 西野厚     | 2009年07月21日 - 2012年01月30日 | 航空支援集団司令部防衛部 運用第1課長            | 第5航空団副司令                   |
| 20 | 赤峯千代裕 | 2012年01月31日 - 2015年03月31日 | 航空支援集団司令部防衛部 運用第1課長            | 第2輸送航空隊付                   |
| 21 | 髙垣康二   | 2015年04月01日 - 2016年12月10日 | 第1輸送航空隊副司令                             | 退職                              |
| 22 | 髙橋和久   | 2016年12月10日 - 2018年06月01日 | 第3輸送航空隊司令 兼 美保基地司令               | 退職                              |
| 23 | 太田徹     | 2018年06月02日 - 2020年03月06日 | 統合幕僚学校教育課長                            | 退職（空将補昇任）                |
| 24 | 富﨑秀樹   | 2020年03月07日 - 2021年03月17日 | 特別航空輸送隊司令                              | 航空自衛隊幹部候補生学校副校長    |
| 25 | 一木秀徳   | 2021年03月18日 - 2022年09月29日 | 航空幕僚監部運用支援・情報部 運用支援課輸送室長 | 航空支援集団司令部防衛部長        |
| 26 | 太田将史   | 2022年09月30日 - 2024年04月12日 | 航空支援集団司令部防衛部 運用課長               | 退職                              |
| 27 | 二木裕昭   | 2024年04月13日 -                | 航空支援集団司令部監理監察官                    |                                   |